# Abraham-Lincoln-Straße 23 (Weimar)

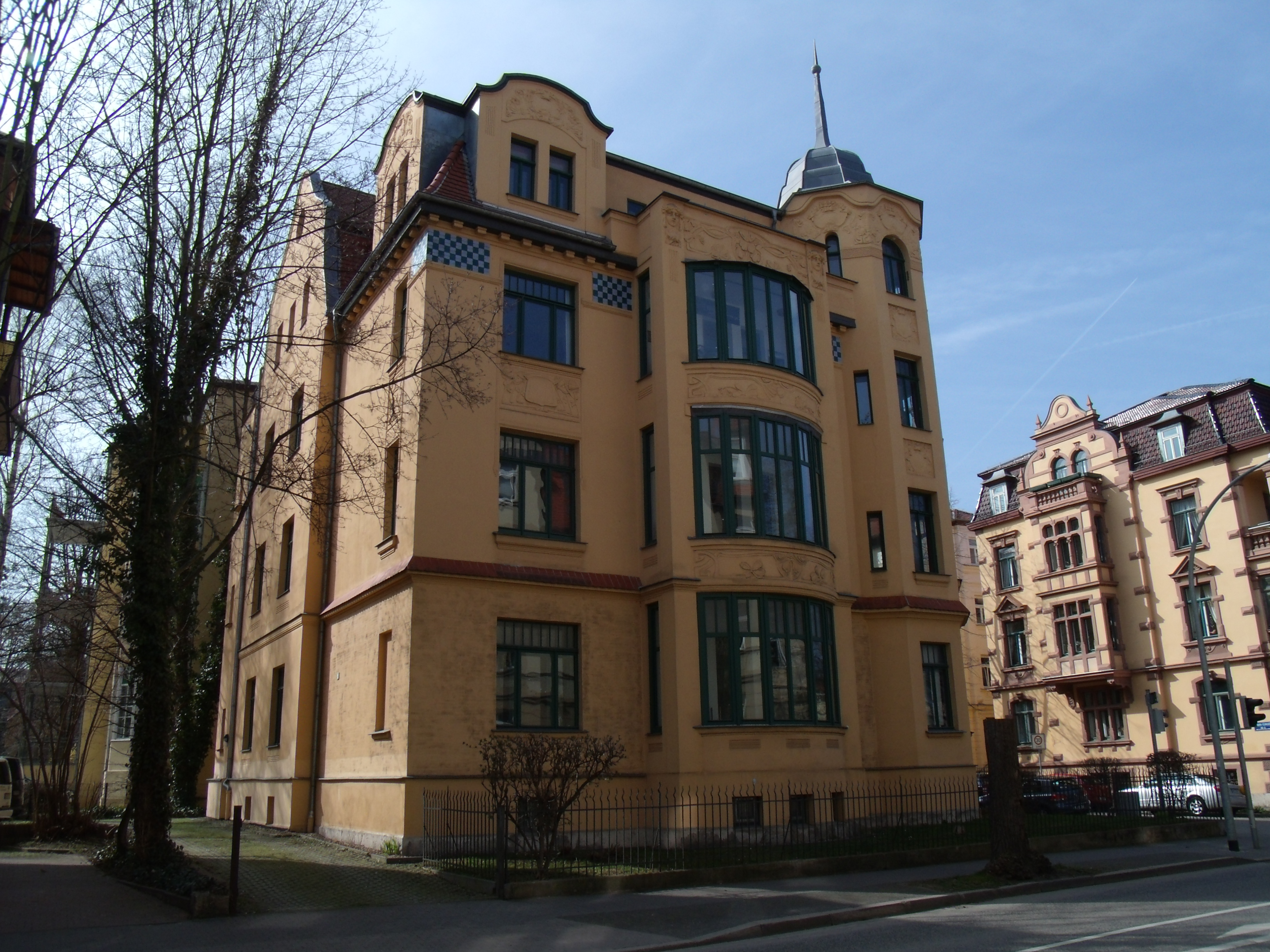
Abraham-Lincoln-Straße 23

Das unter Denkmalschutz stehende, mehrgeschossige Wohnhaus Abraham-Lincoln-Straße 23 in der Weimarer Westvorstadt wurde im Jugendstil erbaut. Zur Erbauungszeit trug die Straße allerdings den Namen Gartenstraße. Das Eckhaus befindet sich an der Kreuzung zur Trierer Straße.

## Geschichte
Das Wohnhaus besitzt an den Seiten jeweils einen Mittelrisaliten. Außerdem weist es einen Eckturm mit einem Zwiebeldach bzw. einen Erker auf, unter dem sich der Hauseingang befindet. Die Ornamentfelder weisen typische Motive des Jugendstils auf. Bemerkenswert sind auch die schachbrettartigen Flächenornamente unter dem Dach. Der Grundriss ist unregelmäßig. Die Fassaden weisen neobarocke Formelemente auf insbesondere an den Giebeln. Das Gebäude entstand 1903/04 nach den Plänen von Rudolf Zapfe. Auftraggeber war der Zimmermeister Reinhold Görmar.
In diesem Gebäude wohnte der großherzoglich-sächsische Kammersänger Heinrich Zeller.